# رکیم کریسمس
رکیم کریسمس (انگلیسی: Rakeem Christmas؛ زادهٔ ۱ دسامبر ۱۹۹۱) بازیکن بسکتبال اهل ایالات متحده آمریکا است.
از باشگاه‌هایی که در آن بازی کرده‌است می‌توان به ایندیانا پیسرز اشاره کرد.